# デメトリオ・ディ・モンフェラート
デメトリオ・ディ・モンフェッラート（Demetrio di Monferrato, 1205年 - 1230年）は、第2代、事実上最後のテッサロニキ王（1207年9月4日 - 1224年）、名目上のテッサロニキ王称号保有者（1224年 - 1230年）。初代国王でモンフェッラート侯ボニファーチョ1世とマルギトの息子。デル・モンフェッラート（del Monferrato）とも。

## 生涯
1207年9月4日、父がブルガリア皇帝カロヤンによって急襲され戦死すると、幼少の身で後を継いだ。しかしウンベルト・デ・ビアンドラーテにより率いられたロンバルディア派がデメトリオの異母兄グリエルモをテッサロニキ王に擁立してデメトリオ、及びその保護者たるラテン帝国の排斥を企てた。ラテン皇帝アンリ1世は1209年5月にこれを屈服せしめ、デメトリオの王位が確定した。デメトリオとその臣下はアンリ1世の中央ギリシア遠征に助力し、ラテン帝国とテッサロニキ王国の一体性がかつてなく実現された。
しかし間もなくエピロス専制公ミカエル1世コムネノス・ドゥーカスはテッサリアの数都市を奪回し、テッサロニキを脅かすようになった。王国の保護者たるアンリ1世の死（1216年）に乗じて躍進してきた第二代エピロス専制公テオドロス・ドゥーカスの脅威の前に、デメトリオは1221年末、父の故国モンフェッラート侯国に赴いて救援の要請を行った。しかしこれも大きな効果はなく1223年にはテッサロニキは完全にテオドロスの包囲下に置かれた。この状況下で摂政の地位にあった母マルギトは故国ハンガリー王国へと逃亡し、デメトリオは孤立無援でテオドロスの圧力に抗する事になった。
1224年、テオドロスは遂にテッサロニキを占領し、デメトリオは逃亡した。翌1225年、彼は異母兄のグリエルモと共にテッサロニキの奪回と王国再建を志して遠征を行ったが、遠征軍は敢えなく壊滅しグリエルモは戦死した。デメトリオは再度イタリアへの亡命を余儀なくされた。デメトリオは亡命中もテッサロニキ王の称号を名乗り続けた。1230年、彼はアマルフィにて死去し、その際に自らの称号を神聖ローマ皇帝フリードリヒ2世に遺贈した。一方でデメトリオの甥、異母兄グリエルモ6世の息子モンフェッラート侯ボニファーチョ2世はそれとは別に自家の称号としてテッサロニキ王号を保有した。